# Кеннерли, Кингсли
Ки́нгсли Ке́ннерли (англ. Kingsley Kennerley) — английский профессиональный игрок в снукер и английский бильярд.

## Карьера
В 1937 и 1940 годах Кеннерли становился чемпионом Англии среди любителей по снукеру, а с 1937 по 1940 был победителем любительского чемпионата мира по английскому бильярду. Кингсли Кеннерли, наряду с Джоном Пульманом, Джейки Ри и другими игроками стал одним из первых профессиональных снукеристов послевоенного периода, и продолжал свою карьеру по крайней мере до начала 1980-х. В последний раз Кеннерли принял участие в чемпионате мира по снукеру в 1974 году, а лучшим его выступлением на этом турнире является полуфинал в 1957 году (в матче за выход в финал он проиграл Джейки Ри со счётом 12:25).